# Trapista w Los Angeles
Trapista w Los Angeles (ang. In God We Tru$t) – amerykańska komedia z 1980. Reżyserem filmu i odtwórcą głównej roli w nim jest Marty Feldman. Był to drugi i ostatni film wyreżyserowany przez Feldmana.

## Główne role
- Marty Feldman – brat Ambrose
- Louise Lasser – Mary
- Peter Boyle – dr Sebastian Melmoth
- Andy Kaufman – Armageddon T. Thunderbird
- Richard Pryor – Bóg (G.O.D.)
- Wilfrid Hyde-White – brat Abbot Thelonious
- Severn Darden – ksiądz spowiadający Ambrose'a

## Opis fabuły
Ambrose to nieśmiały i pobożny zakonnik należący do zgromadzenia trapistów. Pewnego dnia otrzymuje od swojego przełożonego zadanie zdobycia funduszy na dalszą działalność klasztoru. W tym celu opuszcza mury zakonu i wyrusza do Los Angeles, gdzie przeżywa szereg przygód. Na swojej drodze spotyka wędrownego artystę dr Melmotha, prostytutkę Mary oraz telewizyjnego kaznodzieję Armageddona T. Thunderbirda.